# Planocera folium
Planocera folium är en plattmaskart som först beskrevs av Grube 1841.  Planocera folium ingår i släktet Planocera och familjen Planoceridae. Inga underarter finns listade i Catalogue of Life.